# Karen Blixen
Karen Christence Blixen-Finecke (nascuda Karen Christentze Dinesen) (Rungsted, Dinamarca, 17 d'abril del 1885 - 7 de setembre del 1962) fou una escriptora en danès i anglès. A banda del pseudònim Isak Dinesen, que li donà popularitat, també signà Osceola (el nom d'un cap seminola) i Pierre Andrézel.

## Biografia

### Primers anys i educació

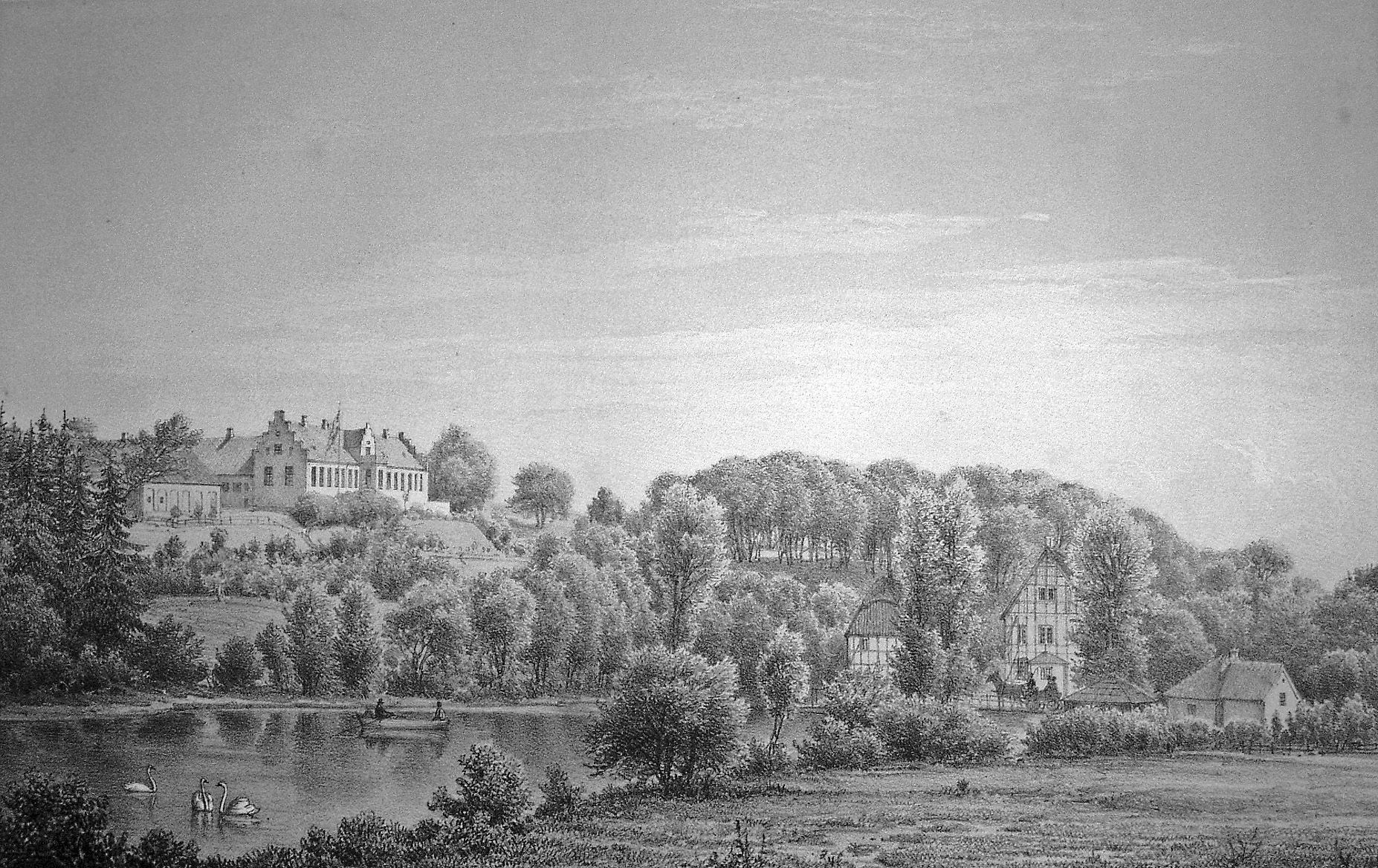
La granja de Mattrup, 1861

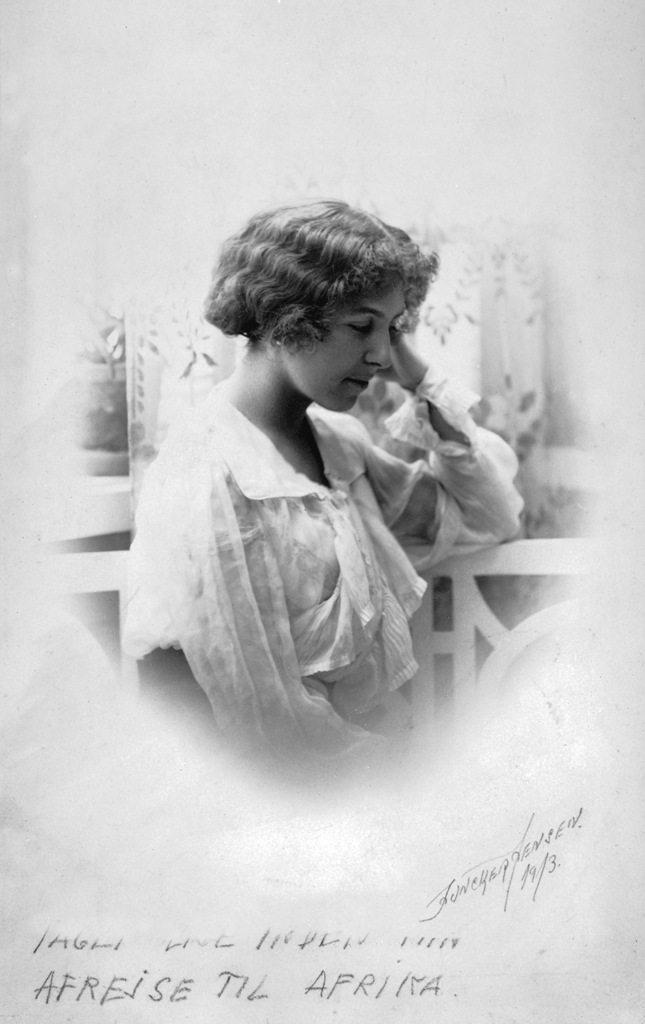
Karen Blixen fotografiada l'any 1913

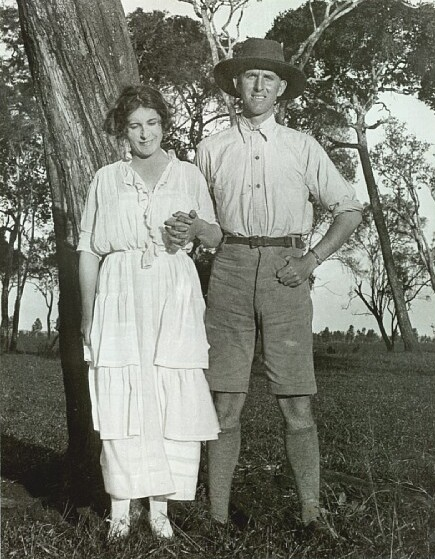
Karen Blixen amb el seu germà Thomas a la granja familiar de Kenya als anys vint

Karen Dinesen va néixer a Rungstedlund, al nord de Copenhaguen. El seu pare, Wilhelm Dinesen (1845–1895), va ser  escriptor, oficial de l'exèrcit i polític. Va servir a la Guerra dels Ducats de Dinamarca contra Prússia, i també es va unir a l'exèrcit francès contra Prússia. Més tard va escriure sobre la Comuna de París. Era d'una família rica de terratinents de Jutlàndia  estretament vinculada a la monarquia, l'església establerta i la política conservadora. Va ser elegit diputat al Parlament.
La seva mare, Ingeborg Westenholz (1856–1939), provenia d'una acomodada família de comerciants burgesos unitaris d'armadors. Karen Dinesen era la segona més gran d'una família de tres germanes i dos germans. El seu germà petit, Thomas Dinesen, va servir a la Primera Guerra Mundial i va guanyar la Creu de Victòria. Karen era coneguda pels seus amics com "Tanne".
Els primers anys de Dinesen van estar fortament influenciats per la manera relaxada del seu pare i el seu amor per la vida a l'aire lliure i la caça. Va escriure durant tota la seva vida i les seves memòries, Boganis Jagtbreve ('Cartes de la caça') es van convertir en un clàssic menor de la literatura danesa. Quan tenia 20 anys, el seu pare va viure entre els indis Chippewa a Wisconsin (agost de 1872 a desembre de 1873) i va tenir una filla.
En tornar a Dinamarca, va patir de sífilis que va provocar atacs de depressió profunda. Va concebre un fill fora del matrimoni amb la seva minyona Anna Rasmussen, i va quedar devastat perquè li havia promès a la seva sogra que romandria fidel a la seva dona. Es va penjar el 28 de març de 1895 quan Karen tenia nou anys.
La vida de Karen Dinesen a Rungstedlund va canviar significativament després de la mort del seu pare. Des dels 10 anys, la seva vida va estar dominada per la família Westenholz de la seva mare. A diferència dels seus germans, que van anar a l'escola, va ser educada a casa per la seva àvia materna i per la seva tia, Mary B. Westenholz. La van educar en la ferma tradició unitària. La seva tia Bess va tenir una influència significativa en Dinesen. Van participar en debats i correspondència animades sobre els drets de les dones i les relacions entre homes i dones.
Durant els seus primers anys, va passar part del seu temps a la casa familiar de la seva mare, la granja Mattrup, prop de Horsens. En anys posteriors va visitar Folehavegård, una finca prop de Hørsholm que havia pertangut a la família del seu pare. Anhelant la llibertat de la qual havia gaudit quan el seu pare era viu, va trobar una certa satisfacció en explicar-li a la seva germana petita Ellen històries de bona nit, inspirades en part en contes populars danesos i sagues islandeses. El 1905, aquests van donar lloc a la seva Grjotgard Ålvesøn og Aud, en la qual va començar a emergir el seu talent literari. Al voltant d'aquesta època, també va publicar ficció en publicacions periòdiques daneses amb el pseudònim Osceola, el nom del gos del seu pare, que sovint havia passejat en companyia del seu pare.
El 1898, Dinesen i les seves dues germanes van passar un any a Suïssa, on va aprendre a parlar francès. El 1902, va assistir a l'escola d'art de Charlotte Sode a Copenhaguen abans de continuar els seus estudis a la Reial Acadèmia Danesa de Belles Arts amb Viggo Johansen de 1903 a 1906. Quan tenia vint anys, també va visitar París, Londres i Roma en viatges d'estudi.
Quan encara era jove, Dinesen va passar moltes de les seves vacances amb la família del seu cosí patern, els Blixen-Fineckes, a Escània, al sud de Suècia. Es va enamorar de l'elegant baró eqüestre Hans, però ell no li va correspondre.
Va decidir acceptar els favors del seu germà bessó, el baró Bror Blixen-Finecke, i van anunciar el seu compromís el 23 de desembre de 1912, per sorpresa de la família. Ateses les dificultats que tots dos estaven experimentant per establir-se a Dinamarca, la família va suggerir que s'havien de traslladar a l'estranger. L'oncle de Karen, Aage Westenholz (1859–1935), que havia fet fortuna a Tailàndia, va suggerir que anessin a Kenya per iniciar una granja de cafè. Ell i la seva germana Ingeborg Dinesen (la mare de Karen Dinesen) van invertir 150.000 corones daneses en l'empresa.  A principis de 1913, Bror va marxar a Kenya. El va seguir la seva promesa Karen el desembre de 1913.

### La vida a Kenya, 1914–1931

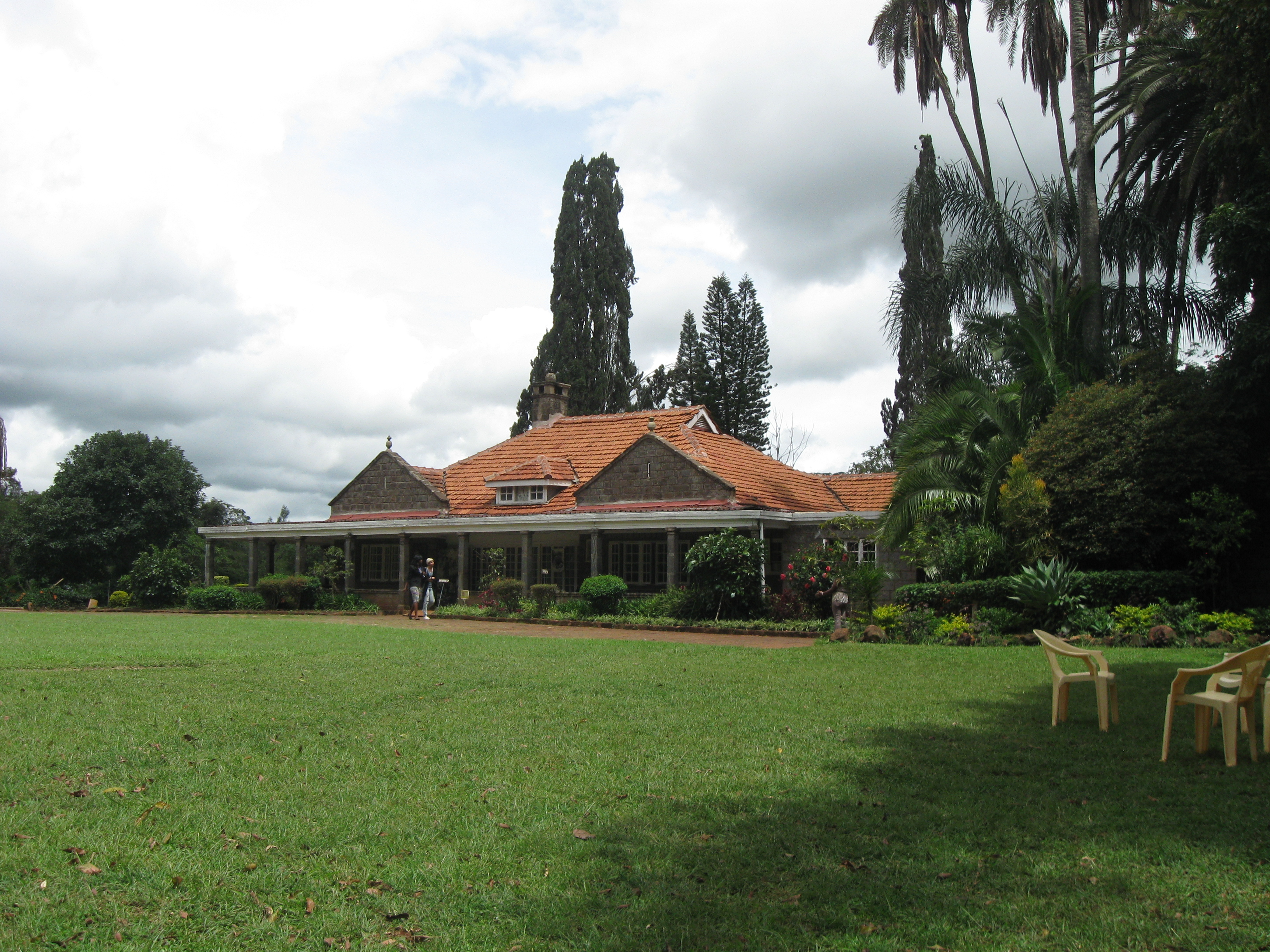
La casa africana de Blixen, ara el Museu Karen Blixen

Poc després que Karen Dinesen arribés a Kenya, que en aquell moment formava part de l'Àfrica Oriental Britànica, ella i Blixen es van casar a Mombasa el 14 de gener de 1914. Després del seu matrimoni, va ser coneguda com la baronessa Blixen i va utilitzar el títol fins que el seu exmarit es va tornar a casar el 1929. Bror havia assistit a la universitat d'agricultura a Alnarp i després va gestionar la granja de Stjetneholm a la finca de Nasbyholm. Durant els seus primers anys, Karen va passar part del seu temps a la casa familiar de la seva mare, la granja Mattrup, prop de Horsens. Karen i Bror planejaven criar bestiar a la seva granja, però finalment es van convèncer que el cafè seria més rendible. La Karen Coffee Company va ser fundada pel seu oncle, Aage Westerholz, que va triar el nom de la seva filla Karen, cosina de Blixen, en lloc de crear una associació amb Karen Blixen. La parella aviat va establir la seva primera granja, Mbagathi, a la zona dels Grans Llacs.
El matrimoni va ser difícil. En el primer any, el seu marit li va contagiar la sífilis, però tot i això, la malaltia mai no es va manifestar de forma greu. A Nairobi, Karen va conèixer Denys Finch Hatton (1887–1931), un pilot de l'exèrcit britànic establert a Kenya, que poc després va ser destinat al servei militar a Egipte.
Van encetar una relació amorosa intensa, però problemàtica. Al cap de poc (1925), el matrimoni va decidir divorciar-se i Karen Blixen va quedar a càrrec de la plantació fins que la caiguda dels preus agrícoles del 1931 la van forçar a vendre-la i tornar al seu país natal.

### La vida com a escriptora

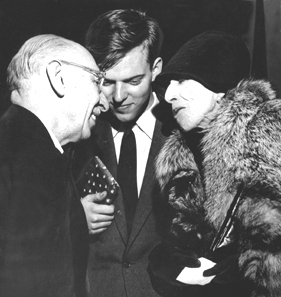
Jurij Moskvitin (centre) acompanyant Blixen (dreta) i trobant-se amb el compositor Ígor Stravinski (esquerra) a l’Ajuntament de Copenhaguen, 1959

Mentre encara era a Kenya, Blixen havia escrit al seu germà Thomas: «He començat a fer el que fem els germans i germanes quan no sabem a què més recórrer, he començat a escriure un llibre... he estat escrivint en anglès perquè pensava que seria més rendible». En tornar a Dinamarca, als 46 anys, va continuar escrivint seriosament. Tot i que el seu primer llibre, Set contes gòtics, es va completar el 1933, va tenir dificultats per trobar un editor i va utilitzar els contactes del seu germà amb Dorothy Canfield per ajudar-lo. El llibre es va publicar als Estats Units l'any 1934 sota el pseudònim Isak Dinesen, encara que l'editor es va negar a donar un avançament a Blixen i va desanimar l'ús d'un pseudònim. Quan va ser escollit com a selecció del Club del Llibre del Mes, les vendes es van disparar. Aquest primer llibre, molt enigmàtic i més metafòric que gòtic, va guanyar un gran reconeixement als Estats Units, i en va seguir la publicació al Regne Unit i Dinamarca, encara que amb dificultats. Incapaç de trobar un traductor amb el qual estigués satisfeta, Blixen va preparar ella mateixa les versions daneses, encara que no són traduccions, sinó versions de les històries amb detalls diferents. L'explicació de Blixen per a la diferència va ser que volia que es publiqués en danès com a llibre original danès, i no en cap traducció, per bona que fos. La crítica danesa no es mostrava entusiasmada amb el llibre i els molestava, segons Blixen, que s'hagués publicat per primera vegada a l'estranger. Blixen mai més va publicar un llibre en anglès. Tots els seus llibres posteriors es van publicar primer en danès o simultàniament en danès i anglès.
El seu segon llibre, ara el més conegut de les seves obres, Memòries d'Àfrica, es va publicar el 1937. El seu èxit va establir fermament la seva reputació. Després d'haver après de la seva experiència anterior, Blixen va publicar el llibre primer a Dinamarca i al Regne Unit, i després als Estats Units. Aconseguint una altra elecció del Club del Llibre del Mes, a Blixen es va assegurar no només les vendes d'aquesta nova obra, sinó que també va renovar l'interès per Set contes gòtics.  Va ser guardonada amb el Tagea Brandt Rejselegat (un premi danès per a dones en les arts o la vida acadèmica) el 1939. L'obra va cridar l'atenció de la crítica que es preocupava no només de la valoració literària del llibre, sinó també de definir les intencions i la moral de Blixen. La crítica postcolonial l'ha vinculat amb escriptors britànics contemporanis i, en alguns casos, l'han titllat com una altra aristòcrata europea blanca en fallida moral. Els estudiosos danesos no solen emetre judicis sobre la seva moral, potser entenent que, si bé els prejudicis colonials i els elements de racisme són inherents a l'obra, donat el context i l'època, no obstant això, la seva posició com a forastera, un danès i una dona fa que l'avaluació sigui més complexa. Alguns crítics, com Carolyn Martin Shaw i Raoul Granqvist, l'han jutjada com a racista i supremacista blanca, mentre que altres crítics, com Abdul R. JanMohamed, han reconegut tant les seves actituds colonials romanticitzades com la seva comprensió dels problemes colonials, així com la seva preocupació i respecte pels nacionalistes africans.
Ultra les moltes edicions en llibre, Sydney Pollack en va fer el 1985 una pel·lícula de gran èxit, Out of Africa, amb Meryl Streep i Robert Redford en els papers protagonistes.
Cinc anys després de la publicació de Memòries d'Àfrica, Blixen va publicar una col·lecció de contes anomenada Contes d'hivern (1942). A diferència de les seves obres gòtiques anteriors, les històries reflecteixen la cruesa dels temps, l'ocupació tenyida de coratge i orgull i esperança per al futur. Les històries no reflecteixen la resistència, sinó la resiliència, i exploren la interdependència dels contraris. Ella examina la vergonya versus l'orgull a "L'heroïna", la covardia i el coratge a "Les perles", amo i criat a "Els amos invencibles d'esclaus", i la vida contra la mort, així com la llibertat versus la presó a "Pere i Rosa". A Dolor acre, la història més coneguda de la col·lecció, Blixen explora la victimització i l'opressió. A causa de la guerra, va haver de ser creativa per publicar el manuscrit, viatjar a Estocolm i reunir-se amb els empleats de les ambaixades nord-americanes i britàniques. Els nord-americans no van poder enviar objectes personals, però l'ambaixada britànica va acceptar, enviant el document al seu editor als Estats Units. Blixen no va rebre més comunicació sobre els Contes d'Hivern fins després d'acabar la guerra, quan va rebre correspondència lloant les històries de les tropes nord-americanes que les havien llegit a les Edicions dels Serveis Armats durant el conflicte.
Hom va batejar amb el seu nom un asteroide descobert el 1985, el (3318) Blixen.

## Obra
- Eneboerne (Els ermitans, 1907), amb el pseudònim Osceola
- Pløjeren (El llaurador, 1907), d'Osceola
- Familien de Cats (1909), d'Osceola
- Sandhedens hævn – En marionetkomedie (La venjança de la veritat. Una comèdia de marionetes, 1926), signada Karen Blixen
- Seven Gothic Tales (1934), amb el pseudònim Isak Dinesen.
  - Set contes gòtics, traducció de Jordi Arbonès (Barcelona: Columna, 1995)
- Out of Africa (1937), d'Isak Dinesen.
  - Memòries de l'Àfrica, traducció de Xavier Pàmies (Lleida: Pagès, 1999). ISBN 978-84-7935-611-8
  - Lluny d'Àfrica, traducció de Xavier Pàmies (Barcelona: El Cercle de Viena, 2021). ISBN 978-84-17998-96-7
- Winter's Tales (1942), d'Isak Dinesen (escrit directament en anglès).
  - Contes d'hivern, traducció de Toni Pascual (Barcelona: Edicions 62, 1986). ISBN 9788429745559
  - El conte del grumet, traducció de Neus Nueno (Mèxic: Fondo de Cultura Económica, 2006)
- Gengældelsens Veje (1944), amb el pseudònim Pierre Andrézel
- Last Tales[27] (1957), d'Isak Dinesen
- Skaebneanekdoter (Anècdotes del destí, 1955).[28] (en anglès: Anecdotes of Destiny, 1958),[29] d'Isak Dinesen (inclou el conte El festí de Babette, que originà l'oscaritzada El festí de Babette, una pel·lícula del 1987 dirigida per Gabriel Axel i protagonitzada per Stéphane Audran).
  - El festí de Babette, traducció de Maria Rosich Andreu (Barcelona: Petits Plaers de Viena Edicions, 2020). ISBN 9788417998660
  - La història immortal, traducció del danès de Maria Rosich Andreu (Barcelona: Viena Edicions, col·lecció «El cercle», 2009). ISBN 9788483305478[30][31]
- Skygger på Græsset[32] (1960), de Karen Blixen
- Osceola (1962) de Karen Blixen, en danès

### Obres pòstumes
- Ehrengard (1963, en danès.
  - Ehrengard, traducció d'Ernest Riera (Barcelona: Columna, 2000)
  - Ehrengard, traducció de Maria Rosich Andreu (Barcelona: Petits Plaers de Viena Edicions, 2021)
- Essays (1965)
- Efterladte fortællinger (1975)
- Breve fra Afrika: 1914-31 (1978)
- Daguerreotypes and Other Essays (1979)
- On Modern Marriage and Other Observations (1986)
- Karyatiderne: en ufuldendt historie (1993)
- Breve 1931 – 1962 (1996), en danès
- Karen Blixens kunst = The Art of Karen Blixen (2001)

## Traduccions en català
Les traduccions al català estan indicades aquí, i també més a munt a sota de les corresponents obres originals.
- Set contes gòtics, traducció de Jordi Arbonès (Barcelona: Columna, 1995)
- Ehrengard, traducció d'Ernest Riera (Barcelona: Columna, 2000)
- Ehrengard, traducció de Maria Rosich Andreu (Barcelona: Petits Plaers de Viena Edicions, 2021)
- Memòries de l'Àfrica, traducció de Xavier Pàmies (Lleida: Pagès, 1999). [[Especial:Fonts bibliogràfiques/978-84-7935-611-8|ISBN 978-84-7935-611-8]]
- Lluny d'Àfrica, traducció de Xavier Pàmies (Barcelona: El Cercle de Viena, 2021). [[Especial:Fonts bibliogràfiques/978-84-17998-96-7|ISBN 978-84-17998-96-7]]
- Contes d'hivern, traducció de Toni Pascual (Barcelona: Edicions 62, 1986). ISBN 9788429745559
- El conte del grumet, traducció de Neus Nueno (Mèxic: Fondo de Cultura Económica, 2006)
- El festí de Babette, traducció de Maria Rosich Andreu (Barcelona: Petits Plaers de Viena Edicions, 2020). ISBN 9788417998660
- La història immortal, traducció del danès de Maria Rosich Andreu (Barcelona: Viena Edicions, col·lecció «El cercle», 2009). ISBN 9788483305478